# Micropotamogale
Micropotamogale — рід маленьких ссавців з родини Potamogalidae, що мешкають у річкових середовищах існування західноафриканських тропічних лісів. Вони харчуються водними тваринами та комахами, яких можуть знайти та зловити. Вони є афротерійськими ссавцями, найближчими родичами тенреків Мадагаскару, але не є близькими родичами землерийок чи видр.
Визнаються два види:
- Рувензорська видрова землерийка (Micropotamogale ruwenzorii);
- Німбаська видрова землерійка (Micropotamogale lamottei).